# Jarius Wynn
(en) Statistiques sur pro-football-reference
Jarius Wynn (né le 29 août 1986) est un joueur américain de football américain. Il joue actuellement avec les Bills de Buffalo.

## Enfance
Wynn fait ses études à la Lincoln Country High School où il figure dans les équipes types des saisons au niveau district et local.

## Carrière

### Université
En 2006, il est nommé capitaine de l'équipe et effectue lors de cette saison vingt-et-un tacles dont deux sacks, permettant quatre fumbles. En 2007, Jarius apparait dans treize rencontres et fut le meilleur tacleurs de l'équipe de la saison avec soixante-sept tacles. En 2008, il apparait lors des treize matchs et réalise cinquante-quatre tacles.

### Professionnel
Lors du draft de la NFL de 2009, il est drafté lors du sixième tour, au 182e choix par les Packers de Green Bay. Durant la saison 2009, il ne joue aucun match avec les Packers et il n'est pas retenu dans la liste des joueurs pour la saison 2010. Il est sollicité par les Seahawks de Seattle mais il ne signe pas. Les Packers contactent Wynn pour lui proposer un nouveau contrat après la blessure de Justin Harrell contre les Eagles de Philadelphie lors des premiers matchs de la saison 2010. Il réalise sa meilleure saison en 2011, où il cumule 19 tackles et 3 sacks et est titulaire lors de quatre matchs.
Pour la saison 2012, il signe avec les Titans du Tennessee. Il ne joue pas titulaire, et cumule 6 tackles et 2 sacks.
Pour la saison 2013, il signe avec les Chargers de San Diego.